# Солдат Иван Бровкин
«Солда́т Ива́н Бро́вкин» — советский художественный полнометражный цветной фильм, снятый режиссёром Иваном Лукинским на киностудии имени М. Горького в 1955 году.

## Сюжет
Непутёвый деревенский парень Иван Бровкин никак не вписывается в колхозную жизнь. То он ломает крышу сарая во дворе перед домом главы колхоза, то по его вине свиньи портят огород.
Определённый председателем колхоза на попечение и перевоспитание к заведующему гаражом Захару Силычу, он даже умудрился утопить новую колхозную автомашину ГАЗ-51.
И вот сразу после того, как Иван утопил автомобиль, ему и ещё трём колхозным парням приходит повестка с призывом в армию.
В первый период службы Иван Бровкин проявляет себя так же, как и в колхозе: не знает воинской дисциплины, отстаёт в физической подготовке. Однако после наказания-обсуждения в коллективе он меняется, начинает делать успехи в службе, в художественной самодеятельности, получает звание ефрейтора и, в конце концов, в качестве поощрения получает десятидневный отпуск на родину.
Всё время, пока Бровкин служил, он писал письма своей возлюбленной — Любаше (дочери председателя колхоза). Тем не менее его письма перехватывал бухгалтер колхоза Самохвалов, который сам хотел жениться на ней. Любаша обижена на Ивана — она не знает, что тот ей пишет. Приехавший в родной колхоз Бровкин вызывает Любашу из дома условным свистом соловья, как некогда вызывал до службы в армии. 
В дальнейшем всё для героев выясняется.

## В ролях
| Актёр               | Роль                                                                             |
| ------------------- | -------------------------------------------------------------------------------- |
| Леонид Харитонов    | призывник-новобранец Иван Романович Бровкин                                      |
| Татьяна Пельтцер    | мать Ивана Евдокия Макаровна Бровкина                                            |
| Сергей Блинников    | председатель колхоза Тимофей Кондратьевич Коротеев                               |
| Анна Коломийцева    | жена Коротеева Елизавета Никитична                                               |
| Дая Смирнова        | дочь Коротеевых, возлюбленная Бровкина Любаша                                    |
| Евгений Шутов       | бухгалтер колхоза Аполлинарий Петрович Самохвалов                                |
| Михаил Пуговкин     | друг Бровкина, жизнерадостный завгар, моряк торгового флота Захар Силыч Пёрышкин |
| Вера Орлова         | буфетчица, возлюбленная Захара Силыча Полина Кузьминична Гребешкова              |
| Борис Толмазов      | командир батареи, майор Николай Петрович                                         |
| Танат Жайлибеков    | друг Бровкина, солдат Мухтар Абаев                                               |
| Лев Лобов           | сержант Буслаев                                                                  |
| Константин Тыртов   | солдат Кашин                                                                     |
| Марина Гаврилко     | мать Тони, соседка Бровкиных Акулина                                             |
| Клавдия Козлёнкова  | подруга Любаши Тоня                                                              |
| Владимир Гусев      | механик колхоза Николай Бухвалов                                                 |
| Лев Круглый         | наездник-конюх Никита Козырев                                                    |
| Иван Агафонов       | помощник бригадира Пётр Соколов                                                  |
| Галина Малиновская  | соседка Бровкиных мать Петра Соколова                                            |
| Пётр Савин          | зам. командира по политчасти                                                     |
| Светлана Харитонова | подруга Любаши                                                                   |
| Ирина Ефремова      | возлюбленная Петра, подруга Любаши (в титрах И. Соломонова) Галочка              |
| Михаил Воробьёв     | сосед Коротеевых старик                                                          |
| Г. Солдатенкова     | эпизод                                                                           |
| С. Протопопов       | эпизод                                                                           |
| Игорь Безяев        | армейский почтальон (нет в титрах)                                               |
| Валентина Ананьина  | деревенская девушка (нет в титрах)                                               |
| Виктор Терехов      | сержант на комсомольском собрании (нет в титрах)                                 |
| Евгений Зиновьев    | солдат на комсомольском собрании (нет в тирах)                                   |

## Съёмочная группа
Основа съёмочной группы:
- сценарист — Георгий Мдивани,
- режиссёр — Иван Лукинский,
- оператор — Валерий Гинзбург,
- художник-постановщик — Богомолов, Владимир Тихонович,
- художник по костюмам — Ирина Захарова,
- композитор — Анатолий Лепин.

## История создания
Иван Стаднюк, автор сценария фильма «Максим Перепелица», открыто обвинял создателей «Ивана Бровкина» в плагиате:

…родились два фильма-близнеца: чёрно-белый Максим и цветной Иван. Почти с одним и тем же сюжетом, одинаковыми коллизиями, расстановкой героев. Всем было известно, что правда на моей стороне, что «Максим Перепелица» поставлен по моей одноимённой книге, вышедшей в свет четыре года назад… Отмалчиваться мне было нельзя, и я написал письмо в «Правду». Мдивани, как помнится, постигли неприятности по партийной линии и в секции кинодраматургов. Через какое-то время он позвонил мне домой и попросил прощения…
— Иван Стаднюк "Исповедь сталиниста" Книга вторая, гл.7 //  М.: Патриот, 1993.
Съёмка службы в армии производилась на территории Чернышёвских казарм в Москве, располагающихся между улицами Большая Серпуховская и Подольским шоссе, ныне надстроенных вверх ещё на два этажа. Это бывшие Александровские казармы, с 1917 года — Серпуховские казармы, с 1925 года — Чернышёвские казармы.
Сельскую натуру снимали в деревне Савинова Слободка под Калинином (ныне Тверь). «Тёплое лето» снимали осенью, и Харитонову с Пуговкиным пришлось купаться в ледяной речке, а художникам-оформителям — подкрашивать желтеющую листву в зелёный цвет.
Именно в этом фильме впервые был показан широкому зрителю автомат Калашникова, принятый на вооружение в 1949 году.